# قواعد الكريبج

إحدى البطاقات من أوراق اللعب.

قواعد الكريبج؛ تعتمد القواعد هنا على قواعد مؤتمر الكريبج الأمريكيّ وتنطبق على الألعاب الّتي يشارك فيها لاعبان أو ثلاثة أو أربعة لاعبين، مع إدراج تفاصيل الاختلافات.

## الصفقة
يستخدم الكريبج مجموعة أوراق قياسية مكونة من 52 بطاقة. تتمّ إزالة المهرجين. البدلات متساوية في المكانة. يقوم اللاعبون بقطع الصفقة الأولى، حيث يقوم اللاعب بقطع البطاقة الأدنى (يُحسب الآس كواحدة، وهي البطاقة الأقل) ويتعامل أولاً. إذا تعادلت القواطع، تتم إعادة خلط البطاقات وإعادة قطعها. ثم تتناوب الصفقة من يد إلى يد. لاحظ أنه نظرًا لأن سرير الأطفال ينتمي إلى الموزّع، فإنّ الفوز بالصّفقة الأولى يمنح ميّزة التّسجيل: إذا انتهت الّلعبة بعدد فردي من الصّفقات، فسيحصل الموزّّع الأول على سرير إضافيّ، وهو ما يكفي في بعض الأحيان لتحديد اّلعبة.
يقوم الموزّع بخلط أوراق اللعب، ويقدم المجموعة إلى الّلاعب الموجود على يمينه ليقطعها (مطلوب في الّلعب بالدّورة)، ويوزّع البطاقات بشكل فردي لكل لاعب، بدءًا من الّلاعب الموجود على يسار الموزّع. بالنّسبة للاعبين اثنين، يتمّ توزيع ستّة أوراق لكل منهما (على الرّغم من أنّ البعض يلعب بخمس أوراق موزعة على كل لاعب واثنتين على سرير الطّفل).
بالنّسبة لثلاثة أو أربعة لاعبين، يتمّ توزيع خمس أوراق لكل منهم. في حالة وجود ثلاثة لاعبين، يتمّ توزيع بطاقة واحدة مقلوبة أمام الموزّع لبدء تشغيل سرير الأطفال. يجب أن يتمّ توزيع البطاقات بحيث ينتهي كل لاعب بأربعة أوراق بعد تشكيل المهد، ويجب أن يكون لدى المهد أيضًا أربع أوراق. أثناء الصّفقة، إذا كشف الموزّع عن أيّ بطاقة أو تمّ العثور عليها مقلوبة في المجموعة، فيجب إعادة توزيع البطاقات.

## السرير
بمجرد توزيع البطاقات، يختار كل لاعب أربع بطاقات للاحتفاظ بها، ويتخلّص من البطاقة أو الورقتين الأخريين مقلوبتين لتشكيل "السّرير" الذي سيستخدمه الموزّع لاحقًا. عند هذه النّقطة، ستحتوي يد كل لاعب وسريره على أربع أوراق بالضّبط.

## البادئ
يقوم اللاعب الموجود على يسار الموزع بقطع الجزء غير الموزع من المجموعة (تاركًا 4 بطاقات على الأقل)، ويكشف الموزع عن البطاقة العلوية من القسم السفلي، والتي تسمى "البادئ" أو "المقطوعة"، ويضعها أعلى المجموعة. سطح السفينة مواجهة. (من غير القانونيّ إلقاء نظرة خاطفة على أيّ بطاقات أخرى في المجموعة أثناء هذه العمليّة. ) إذا كانت هذه البطاقة جاك، فإنّ الموزّع يسجّل نقطتين مقابل "كعبه". يمكن أن تنتهي الّلعبة بقطع الرّافعة للموزّع.

## المسرحية
تبدأ المسرحية (التي تسمى غالبًا بالرّبط ) باللاعب الموجود على يسار الموزع وتستمر في اتجاه عقارب الساعة. يضع كل لاعب بطاقة واحدة بدوره على الطاولة بحيث تكون مرئية، موضحًا القيمة التراكمية، أو عدد البطاقات التي تم لعبها حتى الآن. (على سبيل المثال، الّلاعب الأول يضع الرّقم 4 ويقول "أربعة"، والّلاعب التّالي يضع الرّقم 7 ويقول "أحد عشر"، وهكذا). بطاقات الوجه تساوي عشرة؛ ارسالا ساحقا يستحق واحد. يتمّ الاحتفاظ بأوراق كل لاعب مكشوفة على الطّاولة أمام ذلك الّلاعب، بحيث يمكن تحليل توزيعات الورق أثناء الّلعب ثمّ يتمّ جمعها لاحقًا وتسجيلها.
يجب ألا يتجاوز العدد 31، لذا فإن اللاعب الذي لا يمكنه وضع بطاقة دون أن يزيد العدد عن 31 يمرر بقول "اذهب". يستمر اللاعبون الآخرون في وضع البطاقات بالتناوب حتى لا يمكن لعب أي بطاقة دون تجاوز 31. يجب على اللاعبين وضع بطاقة إذا كانوا قادرين على القيام بذلك دون تجاوز 31. آخر لاعب يضع بطاقة يسجّل نقطتين إذا تمّ الوصول إلى 31 بالضّبط ("31 لشخصين")؛ وإلا يتمّ تسجيل نقطة واحدة، على سبيل المثال، "29 لواحد"، أو "30 لواحد"، وما إلى ذلك. تُعرف نتيجة النّقطة الواحدة باسم "واحدة للانطلاق"، أو ببساطة "انطلق". يتمّ بعد ذلك إعادة تعيّين العدد إلى الصّفر واستئناف الّلعب، بدءًا من الّلاعب الموجود على يسار آخر بطاقة تمّ لعبها. يكرّر الّلاعبون الّذين لديهم بطاقات متبقيّة هذه العملية حتّى يتمّ لعب جميع البطاقات. يتمّ التّعامل مع البطاقة الأخيرة الّتي تمّ لعبها على أنّها "انطلاقة" نهائيّة كما هو موضّح أعلاه: نقطتان لجعل العدد النّهائي 31، أو نقطة واحدة بخلاف ذلك.
بالإضافة إلى تسجيل نقطة أو نقطتين للبطاقة الأخيرة، يسجّل الّلاعبون النّقاط وفقًا للقواعد التّالية:

#### خمسة عشر واثنان
- نقطتان لجعل العدد التراكمي خمسة عشر بالضبط ("خمسة عشر اثنان")

#### أشواط
- ثلاث نقاط لإكمال سلسلة من ثلاث بطاقات، بغض النظر عن الترتيب الذي تم وضعها به (6، ثم 4، ثم 5 هي مجموعة من ثلاث بطاقات على الرغم من أنها لم تكن مرتبة)
- أربع نقاط لإكمال سلسلة من أربع
- خمس نقاط لإكمال سلسلة من خمس
- ست نقاط لإكمال سلسلة من ستة
- سبع نقاط لإكمال سلسلة السبع؛ على سبيل المثال، اللعب 2، 4، 6، أ، 3، 5 و7

#### أزواج
- نقطتان لوضع بطاقة من نفس رتبة البطاقة السابقة، وبالتالي إكمال الزوج
- ست نقاط لوضع بطاقة ثالثة من نفس الرتبة ("زوج ملكي" أو "رحلات")
- اثنتا عشرة نقطة مقابل وضع البطاقة الرابعة من نفس الرتبة ("الزوج الملكي المزدوج" أو "الرباعي")

إذا أكملت البطاقة أكثر من مجموعة تسجيل واحدة، فسيتم تسجيل جميع المجموعات. على سبيل المثال، إذا كانت الأوراق الثلاثة الأولى التي تمّ لعبها هي 5، فإنّ الثّانية تسجّل نقطتين ("عشرة وزوج") والثّالثة تسجّل ثمانية ("خمسة عشر واثنان وزوج ملكي لستّة، يساوي ثمانية"). لا يمكن أن تمتدّ مجموعات البطاقات إلى إعادة التّعيين؛ بمجرّد أن يصل المجموع إلى 31 (أو تمّ تسجيل نقطة Go) وإعادة بدء العدّ عند الصّفر، فإنّ البطاقات الّتي تمّ لعبها بالفعل لم تعد متاحة للتّشغيل أو الأزواج. خلال هذه المرحلة من الّلعب، لا يمكن أن تمتدّ المجموعات على زوج؛ في لعبة 2، 3، 3، 4، يقاطع الزّوج الجري، لذا يتم احتساب الزّوج فقط للحصول على النّقاط.
يختار الّلاعبون وقت وضع كل بطاقة من أجل زيادة درجاتهم إلى الحدّ الأقصى وفقًا للمخطّط الموضّح أدناه. أول لاعب يصل إلى 121 يفوز بالّلعبة.

## العرض
بمجرد اكتمال اللعب، يتلقى كل لاعب بدوره نقاطًا بناءً على محتوى توزيع الورق الخاص به. بدءًا من الّلاعب الموجود على يسار الموزّع، يقوم اللاعبون بتوزيع أوراقهم على سطح الّلعب وحساب درجاتهم. تعمل بطاقة البداية الّتي تظهر في بداية الّلعب بمثابة بطاقة خامسة مشتركة بين جميع توزيعات الورق؛ وبالتّالي فإنّ نتيجة كل لاعب تعتمد على البطاقات الأربع الخاصّة به بالإضافة إلى بطاقة البداية. مجموعات التّسجيل هي التّالية:

#### خمسة عشر
- نقطتان لكل مجموعة متميزة من ورقتين أو أكثر يبلغ مجموعها خمسة عشر بالضبط (مع احتساب الآص كواحدة، وبطاقات الوجه كعشرة)

#### أشواط
- ثلاث نقاط مقابل ثلاث بطاقات متتالية (بغض النظر عن النوع)
- أربع نقاط على التوالي من أربع
- خمس نقاط مقابل خمس نقاط

#### أزواج
- نقطتان لزوج من البطاقات من نفس الرتبة
- ست نقاط مقابل ثلاث بطاقات من نفس الرتبة (تُعرف باسم "الزوج الملكي"، وتتكون من ثلاثة أزواج متميزة)
- اثنتا عشرة نقطة مقابل أربع بطاقات من نفس الرتبة ("الزوج الملكي المزدوج"، الذي يتألف من ستة أزواج متميزة)

#### دافق
- أربع نقاط للفلاش، حيث تكون جميع الأوراق الأربعة الموجودة في اليد من نفس النوع، مع نقطة إضافية إذا كانت بطاقة البداية من نفس النوع أيضًا. (لاحظ أن أربع بطاقات مناسبة، بما في ذلك البطاقة البادئة، ولكن فقدان إحدى البطاقات في اليد، لا يتم تسجيلها في التدفق. )

#### لقبه (ق)
- نقطة واحدة لحمل الرافعة من نفس نوع بطاقة البداية ("واحدة لنبله" [5] أو "... نخبته" [6] )

غالبًا ما يتمّ التّعرف على المجموعات المشتركة وتسجيلها كمجموعة واحدة. ومثال عليها؛ يُطلق على مجموعة من ثلاث بطاقات مع بطاقة إضافية تطابق واحدة من البطاقات الثّلاثة في التّرتيب، على سبيل المثال، 2–2–3–4، اسم "تشغيل مزدوج من ثلاثة" ويسجّل ثمانية وفقًا للقواعد (اثنتين متميزتين أشواط ثلاثة واثنان للزّوج)؛ 2–2–3–4–5 عبارة عن "جولة مزدوجة من أربع" لعشر نقاط (جولتان متميّزتان من أربع واثنتين للزّوج). والأكثر قيمة هي "الأشواط الثّلاثية"، على سبيل المثال، 2–2–2–3–4، وسجّل خمسة عشر (ثلاثة أشواط متميّزة من ثلاثة، بالإضافة إلى ثلاثة أزواج متميّزة) و"أشواط مزدوجة" أو "أشواط رباعيّة"، على سبيل المثال، 2 –3–3–4–4، وسجّل ستّة عشر (أربعة أشواط متميّزة من ثلاثة، بالإضافة إلى زوجين). يمكن أن تشمل الجولات المجمّعة خمسة عشر: يد 24، وهي أكبر توزيع ورق شائع، يمكن أن تشتمل على جولة مزدوجة وأربعة خمسة عشر: على سبيل المثال؛ 4–4–5–5–6 أو 6–7–7–8–8.
يسجّل الموزّع يده أخيرًا ثمّ يقلب البطاقات الموجودة في سرير الأطفال إلى أعلى. يتمّ تسجيل هذه البطاقات، جنبًا إلى جنب مع بطاقة البداية، بواسطة الموزّع كيد إضافيّة. قواعد تسجيل النّقاط في سرير الأطفال هي نفس قواعد تسجيل توزيع الورق، باستثناء التّدفق: لا يتمّ تسجيل أربع بطاقات في سرير الأطفال إلّا إذا كانت أيضًا من نفس نوع بطاقة البداية (بإجمالي خمس نقاط) ).
أعلى درجة ممكنة لتّوزيع الورق هي 29 نقطة: بطاقة بداية من 5، ويد من 5، 5، 5، J مع كون الرّافعة من نفس نوع بطاقة البداية.
الدّرجات بين صفر تسع وشعرين كلها ممكنة، باستثناء 19 و25 و26 و27. قد يشير اللاعبون بالعامية إلى اليد الفارغة (التي لا تسجل أي نقاط) على أنها "تسعة عشر يد".

## النّهاية
بعد أن يقوم الموزّع بتسجيل سرير الأطفال، يتمّ جمع جميع البطاقات وتمرير الصّفقة إلى اللاعب الموجود على يسار الموزع. تبدأ الجولة التّالية بالصّفقة.
على الرغم من أن قواعد الكريبج لا تتطلب ذلك (باستثناء اللعب في البطولة)، فإن الطّريقة التّقليدية لحفظ النّتيجة هي استخدام لوحة الكريبج. هذه لوحة مسطحة، عادة ما تكون مصنوعة من الخشب، مع سلسلة منفصلة من الثّقوب الّتي تسجل نقاط كل لاعب. يتمّ ترتيبها عادةً في أقسام مكونة من خمسة فتحات لتسهيل التّسجيل. يمتلك كل لاعب أوتادًا يشيران إلى نتائجهم الحاليّة والسّابقة، ويتمّ تسجيل جميع الأهداف عن طريق تحريك الوتد الخلفي قبل الوتد الأماميذ.
عندما يصل الّلاعب للنتيجة المستهدفة للعبة (عادة 121)، تنتهي اللعبة بفوز هذا اللاعب.

## مباراة
تتكوّن المباراة (مثل لعبة التّنس إلى حد كبير) من أكثر من مباراة، وغالبًا ما يكون عدد فردي (3 مباريات، 5 مباريات، 7 مباريات وما إلى ذلك). ). يتمّ تسجيل نقاط المباراة على لوحة سرير الأطفال باستخدام الثّقوب المخصّصة لنقاط المباراة. على الّلوح الحلزوني، غالبًا ما تكون هذه الثّقوب في أسفل الّلوحة في خط به 5 أو 7 فتحات. على الّلوحة التّقليدية، غالبًا ما يتمّ وضعها في منتصف الّلوحة أو في الأعلى/الأسفل.

### لعبة لاعبين
في لعبة الكريبج التي يشارك فيها لاعبان، يسجّل الّلاعب نقطة مباراة واحدة في كل مباراة يفوز بها. سيبدأ خصمهم المباراة التّالية بصفته الموزّع الأول. إذا قام أحد الّلاعبين بضرب خصمه (يصل إلى 121 نقطة قبل أن يسجّل خصمه 91 نقطة)، فسيسجّل هذا الّلاعب نقطة مباراة إضافيّة لتلك المباراة (نقطتي مباراة في المجموع). إذا قام أحد الّلاعبين بضرب خصمه مرّتين (يصل إلى 121 نقطة قبل أن يصل خصمه إلى 61)، فإنّه يسجّل نقطتي مباراة إضافيتين للمباراة (أربع نقاط مباراة في المجموع). إذا قام أحد الّلاعبين بضرب خصمه ثلاث مرّات (يصل إلى 121 نقطة قبل أن يصل خصمه إلى 31 نقطة)، فإنّه يفوز تلقائيًّا بالمباراة بغضّ النّظر عن عدد نقاط المباراة المطلوبة للفوز. لا يتمّ تضمين الظّربان المزدوج والثّلاثي في القواعد الرّسمية للعب الكريبج وهي اختياريّة. هناك عدة أشكال مختلفة لتسجيل نقاط المباراة.

#### مطابقة المثال
مثال على مباراة كاملة باستخدام قواعد الّلعب الحرّ. المباراة هي أوّل لاعب يسجل 5 نقاط المباراة.

### لعبة ثلاثة لاعبين

#### الرابح يأخذ كل شيء
عند لعب مباراة ثلاثية لاعبين في مباراة فائزة بكل أشكالها، يسجل الفائز نقطتي مباراة (تمامًا كما هو الحال في لعبة الكريبج ذات الاتّجاهين) لكل مباراة يتمّ الفوز بها. إذا قام هو/هي بضرب الخصم الثّالث فقط، فإنّه يسجّل نقاط مباراة إضافيّة (إجمالي 3) مع حصول المركز الثّاني على نقطة واحدة. إذا قام بضرب كلا الخصمين مرّتين، فسيظلّ يسجّل ثلاث نقاط المباراة ولكنّ المركز الثّاني لن يحصل على أيّ نقاط على الإطلاق.

#### استمرار اللعب
في تنسيق اللعب المستمر، يربح الفائز في المباراة نقطتي مباراة لثلاثة لاعبين من الكريبج وأربع نقاط مباراة لخمسة لاعبين (بالإضافة إلى نقاط المباراة المطبقة إذا قام اللاعب بخداع خصومه أو خدعهم مرتين). يلعب اللاعبون المتبقون حتّى يكون هناك فائز ثانٍ، والّذي يسجل نقطة مباراة واحدة لثلاثة لاعبين من الكريبج ونقطتيّ المباراة لخمسة لاعبين من الكريبج (من دون نقاط إضافيّة للخصوم المتسلّلين). في لعبة الكريبج المكوّنة من خمسة لاعبين، يلعب الّلاعبون الثّلاثة المتبقّون حتى يكون هناك فائز ثالث، يسجل نقطة مباراة واحدة (من دون نقاط إضافيّة للخصم المتسلّل).

## الاختلافات
- ثلاثة لاعبين : يتم توزيع خمس أوراق لكل لاعب وبطاقة واحدة مباشرة إلى السرير، ثم يقوم كل لاعب برمي بطاقة واحدة إلى السرير، كما هو موضح في الأمثلة أعلاه. يمكن لثلاثة لاعبين التسجيل بشكل فردي، حيث يكون الفائز أول من يصل إلى 121 نقطة، أو في شكل فريق "اثنين ضد واحد"، حيث يجب على الفريق المكون من لاعبين تسجيل 121 نقطة للفوز قبل أن يصل اللاعب الوحيد إلى 61 نقطة. هناك اختلاف آخر في تنسيق الفريق "اثنان ضد واحد"، وهو أنه قبل القطع، يلتقط اللاعب الوحيد سرير الأطفال، ويفحص جميع البطاقات الثمانية، ثم يتخلص من البطاقات الأربع في السرير. يحتاج كل من الفريق واللاعب الوحيد إلى الوصول إلى 121 للفوز.

هناك اختلاف آخر بين ثلاثة لاعبين وهو توزيع خمس أوراق لكل لاعب باستثناء الموزّع الذي يحصل على ستة أوراق. يقوم الموزّع بتوزيع البطاقة الأولى والأخيرة لنفسه ثمّ يتخلص من بطاقتين في السّرير، ويتخلّص كل لاعب آخر من بطاقة واحدة.
- أربعة لاعبين : يتم توزيع خمس أوراق لكل لاعب، ويقوم كل منهم برمي واحدة في السرير. يمكن للاعبين اللعب كأفراد أو كمجموعتين من الشركاء.
- لعبة الكريبج المكونة من خمس أوراق (تسمى "اللعبة القديمة"): يتم توزيع خمس أوراق لكل من اللاعبين، ويتم التخلص من اثنتين منها في سرير الأطفال. وهكذا يتكون السرير من أربع بطاقات ولكن كل يد ثلاث فقط. يحصل أول شخص غير موزع على ثلاث نقاط، وترتفع المسرحية (الربط) إلى 31 مرة واحدة فقط ولا يتم إعادة تشغيلها. يفوز باللعبة أول لاعب يصل إلى 61 نقطة.
- خمسة لاعبين رقم 1 : يتم توزيع خمس أوراق لكل لاعب باستثناء الموزع الذي لديه أربع أوراق فقط. يتخلص كل من الأربعة غير الموزعين من بطاقة واحدة في السرير.
- خمسة لاعبين رقم 2 : يتم توزيع خمس بطاقات لكل لاعب. يتخلص كل لاعب من بطاقة واحدة في السرير. يتم تسجيل جميع توزيعات الورق بشكل طبيعي باستخدام بطاقة "البداية". عندما يقوم الموزع بعدّ سرير الأطفال، لا يتم استخدام بطاقة "البدء"؛ يتم استخدام البطاقات الخمس الموجودة في السرير فقط. (كالعادة بالنسبة لسرير الأطفال، لا يمكن تسجيل سوى فلاش مكون من 5 بطاقات، لذا يجب أن تكون جميع بطاقات سرير الأطفال الخمسة من نفس النوع، ويحصل الموزع على 5 نقاط مقابل هذا التدفق. )
- العشرة أوراق : يتم لعبها عادةً مع لاعبين، ويتكون هذا النوع من اللعب من عشرة أوراق يتم توزيعها لكل لاعب في البداية. لا يزال كل لاعب يرمي ورقتين إلى السرير، لكنه يقوم بعد ذلك بتقسيم البطاقات المتبقية إلى مجموعتين من أربعة. يتم استخدام يد واحدة فقط من هذه الأيدي الجديدة أثناء التثبيت ولكن سيتم احتساب كل منها على حدة أثناء الكشف. ينتج عن هذا الإصدار الأسرع وتيرة توزيعات ورق أعلى نقاطًا تتطلب المزيد من الإستراتيجية في إنشاء أفضل مجموعة من البطاقات.
- موغينز : هذا هو شكل من أشكال التسجيل حيث يخسر اللاعب الذي يفشل في حساب جميع النقاط التي يحق له الحصول عليها في المسرحية أو العرض النقاط التي لم يطالب بها أحد أمام الخصم الذي يطلق عليه "موغينز" أو "قطع الحلق".
- لووبول(أو "سرير الخاسر"): هذا هو البديل البائس الذي تنطبق فيه القواعد العادية ولكن الهدف هو تجنب التسجيل. الخاسر هو الأول إلى 121.
- جوكر-بري: في هذا الإصدار، يكون الجوكر متوحشين تمامًا، ويتم تحديد رتبتهم وبدلاتهم فقط في لحظة اللعب. قد يؤدي اختيار البطاقة إلى تكرار بطاقة موجودة بالفعل في اللعب، مما يسمح بخمسة من نفس النوع (20 نقطة)، و6 من نفس النوع (30 نقطة)، وما إلى ذلك. عندما يتم قطع الجوكر باعتباره البادئ، يسجل الموزع 2 للكعب ويمكن لكل لاعب اختيار رتبة مختلفة وبدلة للجوكر عند تسجيل توزيعات الورق.
- جوكر-بدون قيمة : في هذا البديل، يمتلك جوكر القيمة العددية صفر. وهذا يتيح تشغيل من أسفل الآس، على سبيل المثال، 0-1-2. مع ملاحظة أن كل 0 يضيف تبديلًا فريدًا لمجموعة مكونة من خمسة عشر، يقوم جوكر واحد بمضاعفة قيمة مجموعات 15 في اليد، على سبيل المثال، 8 + 7 = 15 و8 + 7 + 0 = 15. يقوم اثنان من الجوكر بمضاعفة قيمة المجموعات المكونة من 15 في اليد بمقدار أربعة أضعاف. نظرًا لأن الجوكر ليس لديهم بدلة، فقد تم استبعادهم من العد المتدفق. وبالتالي، فإن يد 4H-5H-6H-جوكر تحتسب 3 لأيدي جميع القلوب (3)، ومجموعة واحدة مكونة من 15، أربعة أضعاف للجوكر، و3 للتشغيل 4-5-6، بإجمالي 3 + 8 + 3 = 14. عند الربط، يمكن تحقيق الرقم 15 حتى مرتين من خلال لعب الجوكر على الرقم 15، حيث أن 15 + 0 + 0 = 15. أيضًا، عند ربط الرقم 31، لا يتم اللعب تلقائيًا، حيث قد يتم لعب الجوكر لاحقًا عند الرقم 31. آخر جوكر لعبه سوف يحصل على فرصة لشخصين. وأخيرًا، فإن قلب الجوكر عند القطع يستحق نقطة واحدة.
- ارم الخمسات : هذا هو البديل الذي يجب على اللاعبين فيه التخلص من أي أرقام 5 قد تكون لديهم في سرير الأطفال (حتى سرير الخصم).
- ثلاثة أشواط : في هذا البديل، يتم احتساب أشواط الثلاث فقط، ولكن يتم حسابها لكل مجموعة مستقلة. وبالتالي، فإن الجولة المكونة من أربعة ستحتوي على جولتين مستقلتين من ثلاثة مقابل 6 نقاط؛ إن سلسلة من خمسة مع ثلاثة أشواط مستقلة من 3 ستكون قيمتها 9. ستحتوي الأشواط المزدوجة المكونة من أربعة على 3 أو 4 أشواط مستقلة من ثلاثة اعتمادًا على ما إذا كان الزوج في النهاية أو المنتصف، ويحصل على 9+2=11 أو 12+2=14 نقطة على التوالي. أثناء التثبيت، يتم احتساب عدد الثلاثات فقط. اللاعب الذي يلعب 5 بعد 2 و3 و4، سيحصل على 3 نقاط فقط في آخر 3 نقاط.
- مزاد كريبيج: [8] في مزاد كريبيج، يجوز لأي لاعب المزايدة على النقاط الموجودة في السرير بعد توزيع البطاقات. وتستمر المزايدة بدورها حتى لا يتم تقديم أي عطاءات أخرى؛ يقوم العارض الفائز بعد ذلك بخصم هذا العدد من النقاط من يده على الفور؛ يتم تسجيل سرير الأطفال في الوقت المعتاد ويتم منح نقاطه لمقدم العرض الفائز لتلك الجولة. إذا لم يتم تقديم أي عرض، يحتفظ التاجر بالسرير.
- عقوبة النقاط الفارغة : عندما يسجل اللاعب صفر نقطة خلال "العرض"، يسجل خصمه نقطة واحدة. وهذا ينطبق على أيدي كلا اللاعبين وكذلك في السرير.
- (الاحتياط العاشر) : يجب أن تحتوي اليد والسرير على نقاط. إذا لم تفعل ذلك أي من اليدين، يجب على صاحب اليد الرجوع إلى عشر نقاط. [9]
- الزوجي الكندي : هناك اختلاف في الزوجي، حيث يتم توزيع 10 أوراق لكل من الموزع واللاعب الموجود على يسار الموزع. يحتفظ كلا اللاعبين بأربعة أوراق، ويعطون شركائهم 4 أوراق ويرمون ورقتين إلى السرير. [10] يستمر اللعب بشكل طبيعي. تنتهي هذه اللعبة عادةً في أربع صفقات، أو خمس على الأكثر.

- لعبة كريبيج سوليتر : تشبه إلى حد كبير لعبة كريبيج بدون ربط. يتم رمي بطاقتين إلى السرير من يد مكونة من ستة أوراق، وبعد تكرار ذلك، يتم تسجيل كلتا اليدين والسرير، باستخدام بطاقة عشوائية إضافية كبطاقة البداية.
- مربعات الكريبج : يتم توزيع البطاقات واحدة تلو الأخرى في شبكة 4x4، مع قيام اللاعب بتحديد أي من المساحات الـ 16 يتم وضع كل بطاقة فيها. أخيرًا، تظهر البطاقة السابعة عشرة كبداية. يعتبر كل صف أفقي وعمود رأسي بمثابة يد، ويتم تسجيل النقاط وفقًا لذلك.

## روابط خارجية
- 1909 قواعد "هويل".
- قواعد الكريبج من ركن الكريبج
- قواعد البطولة الرسمية لمؤتمر الكريبج الأمريكي
- مخطط نقاط الكريبج